# Seth Hinrichs
Seth Hinrichs (* 24. März 1993) ist ein US-amerikanischer Basketballspieler. Der Flügelspieler steht seit 2024 bei den EWE Baskets Oldenburg unter Vertrag.

## Laufbahn
Der aus Clara City (US-Bundesstaat Minnesota) stammende Hinrichs hat deutsche Vorfahren, die 1882 in die Vereinigten Staaten auswanderten. Er spielte Basketball an der Maccray High School und ab 2011 am Lafayette College (US-Bundesstaat Pennsylvania). Er absolvierte ein Wirtschaftsstudium an der Hochschule. Hinrichs tat sich als treffsicherer Distanzwerfer hervor und erzielte in seinen vier Jahren am College in 119 Einsätzen insgesamt 209 Dreipunktwürfe. Er verbuchte Mittelwerte von 12,9 Punkten und 4,8 Rebounds je Begegnung. Er hatte in der Hochschulmannschaft das Amt des Spielführers inne.
Nach dem Abschluss seiner Universitätszeit bildete der portugiesische Erstligaverein FC Porto Hinrichs ersten Halt als Berufsbasketballspieler. Dort sammelte er auch Erfahrung im europäischen Vereinswettbewerb FIBA Europe Cup.
Im Vorfeld der Saison 2016/17 nahm der Flügelspieler an einem Probetraining beim Bundesligisten MHP Riesen Ludwigsburg teil, vermochte sich jedoch nicht für einen Vertrag zu empfehlen und wechselte stattdessen zum VfL Kirchheim in die 2. Bundesliga ProA.
Im Juni 2017 wechselte Hinrichs innerhalb der 2. Bundesliga ProA zum SC Rasta Vechta. Mit den Niedersachsen schaffte er in der Saison 2017/18 als Meister der 2. Bundesliga ProA den Aufstieg in die Basketball-Bundesliga. Hinrichs war Leistungsträger der Meistermannschaft, stand in 39 Saisonpartien auf dem Spielfeld und verbuchte im Durchschnitt 13,8 Punkte, 6,4 Rebounds sowie 2,7 Korbvorlagen pro Begegnung. Er wurde als Spieler des Jahres der 2. Bundesliga ProA ausgezeichnet und blieb Vechta auch nach dem Aufstieg in die Bundesliga treu. Mit den Niedersachsen erreichte er 2018/19 überraschend das Bundesliga-Halbfinale, Hinrichs war Leistungsträger der Überraschungsmannschaft und mit einem Durchschnitt von 12,8 Punkten je Partie drittbester Korbschütze Rastas sowie mit 5,3 Rebounds Vechtas Bester in dieser statistischen Kategorie. Seine guten Leistungen weckten Begehrlichkeiten anderer Mannschaften, in der Sommerpause 2019 wechselte er innerhalb der Bundesliga zu Ratiopharm Ulm.
Zur Saison 2020/21 ging er zu Bàsquet Manresa in die spanische Liga ACB. Er stand in 36 ACB-Partien auf dem Feld und kam auf Mittelwerte von 7,8 Punkten und 5,3 Rebounds. Anfang Juli 2021 gab Bundesligist Hamburg Towers Hinrichs’ Verpflichtung bekannt, dort traf er wieder auf Trainer Pedro Calles, unter dem er in Vechta spielte. Als Hinrichs 2024 nach Oldenburg wechselte, stieß er wieder zu einer von Calles betreuten Mannschaft.